# Émile-Aubert Lessore
 (mai 2014).
Si vous disposez d'ouvrages ou d'articles de référence ou si vous connaissez des sites web de qualité traitant du thème abordé ici, merci de compléter l'article en donnant les références utiles à sa vérifiabilité et en les liant à la section « Notes et références ».
Émile-Aubert Lessore, né à 
Paris (ancien 2e arrondissement) le 19 avril 1805  et mort à Paris 18e le 26 janvier 1876, est un peintre français.

## Biographie
Émile-Aubert Lessore travaille dans son atelier au no 15 de la rue de Calais dans l'actuel 9e arrondissement de Paris, au pied de la butte Montmartre. Avec William Wyld (1806-1889), il entreprend un voyage en Afrique du Nord dont il rapporte de nombreux croquis, dessins et tableaux orientalistes. Ce voyage est relaté dans leur ouvrage illustré : Voyage pittoresque dans la Régence d'Alger en 1830.
Il travaille sous la direction d'Ernest Chaplet dans le second atelier de décoration de la manufacture Haviland établi à Auteuil, et présente ses œuvres à l'Exposition universelle de 1885 à Paris.
Il est le père d'Henri-Émile Lessore (1830-1895) - peintre et graveur.
Lessore meurt en 1876 à Paris.

## Collections publiques
- Château de Compiègne : Eugène Delacroix (1798-1863) (1881), lithographie
- Château de Fontainebleau : Vase étrusque à rouleau (vers 1855), vase en porcelaine de la Manufacture de Sèvres
- Montpellier, musée Fabre : Tunisien jouant (1875), aquarelle[4]
- Musée des beaux-arts de Nantes : L'Âne de la ferme (1834), huile sur toile[5]
- Musée des Beaux-Arts de Reims : Famille d’Orient, aquarelle et gouache sur papier
- Versailles, musée Lambinet, Jeune femme à sa fenêtre, aquarelle[6]

## Publications
- Émile Lessore et William Wyld, Voyage pittoresque dans la régence d'Alger, réédition de l'architecte Fernand Pouillon éditeur, Paris, 1973[7]

## Distinctions
- Médaille de 2e classe, genre historique